# Napomyza
Napomyza is een geslacht van insecten uit de familie van de mineervliegen (Agromyzidae), die tot de orde tweevleugeligen (Diptera) behoort.

## Soorten
- N. acutiventris Zlobin, 1993
- N. achilleanella von Tschirnhaus, 1992
- N. angulata Zlobin, 1993
- N. annulipes (Meigen, 1830)
- N. bellidis Griffiths, 1967
- N. carotae Spencer, 1966
- N. cichorii Spencer, 1966
- N. curvipes Zlobin, 1993
- N. elegans (Meigen, 1830)
- N. filipenduliphila Zlobin, 1994
- N. flavohumeralis Zlobin, 1993
- N. hirta Zlobin, 1994
- N. hirticornis (Hendel, 1932)
- N. humeralis Zlobin, 1993
- N. inquilina (Koch, 1966)
- N. lateralis (Fallen, 1823)
- N. laterella Zlobin, 1994
- N. maritima von Tschirnhaus, 1981
- N. merita Zlobin, 1993
- N. mima Zlobin, 1994
- N. mimica Zlobin, 1994
- N. minima Zlobin, 1994
- N. minutissima Zlobin, 1994
- N. neglecta Zlobin, 1994
- N. nigriceps van der Wulp, 1871
- N. plumea Spencer, 1969
- N. plumigera Zlobin, 1994
- N. pubescens Zlobin, 1993
- N. scrophulariae Spencer, 1966
- N. tanaitica Zlobin, 1993
- N. thalhammeri (Strobl, 1900)
- N. tripolii Spencer, 1966
- N. zimini Zlobin, 1993